# Enicosanthum fuscum
Enicosanthum fuscum är en kirimojaväxtart som först beskrevs av George King, och fick sitt nu gällande namn av Airy Shaw. Enicosanthum fuscum ingår i släktet Enicosanthum och familjen kirimojaväxter. IUCN kategoriserar arten globalt som nära hotad. Inga underarter finns listade i Catalogue of Life.